# Xã Goodwill, Quận Roberts, South Dakota
Xã Goodwill (tiếng Anh: Goodwill Township) là một xã thuộc quận Roberts, tiểu bang Nam Dakota, Hoa Kỳ. Năm 2010, dân số của xã này là 844 người.